# Levis (Yonne)
Levis is een gemeente in het Franse departement Yonne (regio Bourgogne-Franche-Comté) en telt 238 inwoners (1999). De oppervlakte bedraagt 12,2 km², de bevolkingsdichtheid is 19,5 inwoners per km².

## Demografie
Onderstaande figuur toont het verloop van het inwoneraantal van Levis vanaf 1962.

Bron: Frans bureau voor statistiek. Cijfers inwoneraantal volgens de definitie population sans doubles comptes (zie de gehanteerde definities)
1. ↑  Populations de référence 2022.